# Борго Отомила (Л'Аквила)
Борго Отомила (итал. Borgo Ottomila) је насеље у Италији у округу Л'Аквила, региону Абруцо.
Према процени из 2011. у насељу је живело 164 становника. Насеље се налази на надморској висини од 651 м.